# Idioma yine
El nombre yine (AFI [jine] o también piro y machinere) se refiere a la lengua y el pueblo que anteriormente se conocieron como piro. La lengua pertenece al grupo piro de la familia maipureana, el cual también incluye a iñapari, kanamaré (†), y apurinã. 
Los aproximadamente 3000 hablantes de yine en la amazonía peruana se encuentran en los departamentos de Cusco, Ucayali, Madre de Dios, y Loreto. Los yine que viven en Brasil y posiblemente Bolivia se conocen como machineris; su habla es un poco diferente de los yine de Perú.

## Distribución geográfica
En Perú, la lengua yine es hablada en la cuenca de los ríos Urubamba, Unine, Las Piedras, Acre, Purús, Manu y Madre de Dios, en los departamentos de Ucayali, Cusco, Madre de Dios y Loreto.